# Giōrgos Tsiakos
Giōrgos Tsiakos (in greco Γιώργος Τσιάκος?; 19 luglio 1982) è un cestista greco.

## Carriera
Con la Grecia ha disputato i Giochi del Mediterraneo di Almería 2005.